# Saad Hariri

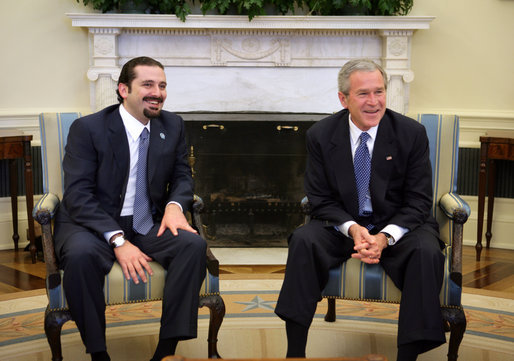
Saad Hariri (till vänster) med USA:s dåvarande president George W. Bush, januari 2006.

Saad [al-]Hariri (arabiska: سعد الدين الحريري (kort namn) eller سعد الدين رفيق الحريري (långt namn, Saad El-Din Rafik Al-Hariri)), född 18 april 1970 i Riyadh, Saudiarabien, är en libanesisk politiker. Han var Libanons premiärminister 2009–2011 och 2016–2020.
Saad Hariri är son till tidigare premiärministern Rafiq Hariri, som mördades 2005. Efter mordet på fadern tog han över dennes ledning av den sunnimuslimska Framtidsrörelsen. Han är ledare för den anti-syriska 14 mars-alliansen som i omgångar dominerat Libanons regering. Han vill ha förhandlingar om att avväpna Hizbollah, tycker att Israel ska dra sig ur de omtvistade Shebaagårdarna och är motståndare till Syriens inflytande i Libanon. Han stödjer fredsprocessen i Mellanöstern.
Hariri har vid i två perioder varit Libanons premiärminister. Han var det mellan 2009 och 2011, när han efterträdde Fouad Siniora och i sin tur efterträddes av Najib Mikati. 2016 tog han åter över premiärministerposten, denna gång efter Tammam Salam. 29 oktober 2019 meddelande han sin och regeringens avgång, efter en längre tids återkommande demonstrationer i landet mot korruption och den politiska eliten som sådan. President Michel Aoun tog därefter över som tillförordnad premiärminister.